# Anatkina quatei
Anatkina quatei är en insektsart som beskrevs av Young 1986. Anatkina quatei ingår i släktet Anatkina och familjen dvärgstritar. Inga underarter finns listade i Catalogue of Life.